# Yaqub ibn Killis
Yaqub ibn Killis Abou al-Faraj Yaqub ibn Yussef ou Ibn Killis  (né en 930, mort en 990 à Bagdad) était un vizir au service des Fatimides.

## Biographie
Yaqub ibn Khillis, est né à Bagdad en 930 au sein d'une famille juive. Sa famille s'est installée en Syrie, puis il est parti en Palestine pour y faire du commerce. Il part ensuite en Égypte, où il travaille comme conseiller financier pour le Régent Kâfir qui l'apprécie personnellement. Expert, il est fait vizir et se convertit à l'islam en 967.
Il étudie le fiqh, et après la mort de son ami Kâfir, il est emprisonné. Il a cependant acheté sa liberté en partant pour l'Ifriqiya où il obtient la confiance du Calife Muizz.
Après la conquête de l'Égypte par les Fatimides en 973, il y retourne avec toute la cour.
En Égypte, il était responsable une nouvelle fois des finances et de l'économie du califat, et il est nommé une nouvelle fois vizir, après la destitution de Jawhar al-Siqilli par le nouveau Calife, Al-Aziz.
En tant que vizir, il favorise la propagande fatimide (da'wa) et commença la construction de la mosquée Al-Hakim, ainsi que l'université Al-Azhar.
Il a exercé ce poste, jusqu'à sa mort en 990, à l'exception d'une petite période en 983 où il fut emprisonné.